# Libres Enfants
 (mai 2013).
Libres Enfants est une pièce de théâtre française de Christophe Donner, publiée chez Actes Sud en 2008.
Cette pièce retrace la révélation par l'un des personnages de l'inceste qu'il a connu avec son beau-père et, de façon générale, de l'influence qu'a joué ce dernier sur l'ensemble de la famille.

## L'histoire
À cinquante ans, Paul ressent le besoin de confier à Louis, presque frère et ami d'enfance, qu'il a entretenu des relations sexuelles avec Jean-Lou, son père adoptif. Louis se sent rapidement coupable de n'avoir pas voulu voir ce qui était apparent et décide d'écrire une pièce de théâtre autour de cette révélation.
La pièce traite aussi de la façon d'aborder la sexualité dans le milieu intellectuel d'après mai 68.
Le titre de la pièce est tiré d'un ouvrage d'Alexander Sutherland Neill, Libres Enfants de Sommerhill, publié en France en 1960, que cite le personnage de Jean-Lou.